# Kabinet-Oresjarski
Het kabinet-Oresjarski was de regering van Bulgarije van 29 mei 2013 tot 6 augustus 2014. De Bulgaarse Socialistische Partij (BSP) en de Beweging voor Rechten en Vrijheden (DPS) vormen dit minderheidskabinet met gedoogsteun van de Ataka-partij. De parlementsverkiezingen werden gewonnen door de Burgers voor Europese Ontwikkeling van Bulgarije, maar lijsttrekker en partijleider Bojko Borisov slaagde er niet in om een coalitiepartner te vinden. BSP-politicus Plamen Oresjarski kreeg daarom van president Rosen Plevneliev de opdracht om een nieuwe regering te vormen. Het kabinet-Oresjarski werd op 29 mei 2013 door een meerderheid van de Nationale Vergadering goedgekeurd.
Op 23 juli 2014 diende de regering haar ontslag in naar aanleiding van meer dan een jaar van aanhoudende betogingen tegen de benoeming van mediamagnaat Deljan Peevski tot hoofd van de Bulgaarse geheime dienst.

## Samenstelling
| Naam                                        | Functie            | Partij |
| ------------------------------------------- | ------------------ | ------ |
| Premier                                     | Plamen Oresjarski  | BSP    |
| Vicepremier                                 | Zinaida Zlatanova  | BSP    |
| Minister van Justitie                       | Zinaida Zlatanova  | BSP    |
| Vicepremier                                 | Daniela Bobeva     | BSP    |
| Minister van Economie                       | Daniela Bobeva     | BSP    |
| Vicepremier                                 | Tsvetlin Jovtsjev  | BSP    |
| Minister van Binnenlandse Zaken             | Tsvetlin Jovtsjev  | BSP    |
| Minister van Financiën                      | Petat Tsjobanov    | BSP    |
| Minister van Buitenlandse Zaken             | Kristian Vigenin   | BSP    |
| Minister van Transport, IT en Communicatie  | Danail Papazov     | BSP    |
| Minister van Onderwijs, Jeugd en Wetenschap | Anelia Klisarova   | BSP    |
| Minister van Gezondheid                     | Tanja Andrejeva    | BSP    |
| Minister van Jeugd en Sport                 | Mariana Georgjeva  | DPS    |
| Minister van Defensie                       | Angel Naydenov     | BSP    |
| Minister van Cultuur                        | Petar Stojanovitsj | BSP    |
| Minister van Milieu                         | Iskra Mihajlova    | DPS    |
| Minister van Economie, Energie en Toerisme  | Dragomir Stojnev   | BSP    |
| Minister van Arbeid en Sociale Zaken        | Hassan Ademov      | DPS    |
| Minister van Regionale Ontwikkeling         | Desislava Terzieva | BSP    |
| Minister van Landbouw en Voedsel            | Dimitar Grekov     | BSP    |
| Minister van Investeringsprojecten          | Ivan Danov         | BSP    |